# Otroeopsis affinis
Otroeopsis affinis là một loài bọ cánh cứng trong họ Cerambycidae.